# Тиргу-Кербунешть
Тиргу-Кербунешть, Тиргу-Кербунешті (рум. Târgu Cărbunești) — місто у повіті Горж в Румунії. Адміністративно місту підпорядковані такі села (дані про населення за 2002 рік):
- Блахніца-де-Жос (96 осіб)
- Кербунешть-Сат (790 осіб)
- Кожань (336 осіб)
- Крецешть (289 осіб)
- Куртяна (224 особи)
- Мечешу (152 особи)
- Пожоджень (986 осіб)
- Рогожень (18 осіб)
- Флорештень (412 осіб)
- Штефенешть (624 особи)

Місто розташоване на відстані 212 км на захід від Бухареста, 20 км на південний схід від Тиргу-Жіу, 74 км на північ від Крайови.

## Населення
За даними перепису населення 2002 року у місті проживали 8699 осіб.
Національний склад населення міста:
| Національність | Кількість осіб | Відсоток |
| -------------- | -------------- | -------- |
| румуни         | 8185           | 94,1%    |
| цигани         | 511            | 5,9%     |
| угорці         | 2              | < 0,1%   |
| греки          | 1              | < 0,1%   |

Рідною мовою назвали:
| Мова      | Кількість осіб | Відсоток |
| --------- | -------------- | -------- |
| румунська | 8611           | 99,0%    |
| циганська | 87             | 1,0%     |
| угорська  | 1              | < 0,1%   |

Склад населення міста за віросповіданням:
| Релігія        | Кількість осіб | Відсоток |
| -------------- | -------------- | -------- |
| православні    | 8643           | 99,4%    |
| адвентисти     | 24             | 0,3%     |
| баптисти       | 18             | 0,2%     |
| бретрени       | 5              | 0,1%     |
| римо-католики  | 4              | < 0,1%   |
| лютерани       | 2              | < 0,1%   |
| реформати      | 1              | < 0,1%   |
| п'ятдесятники  | 1              | < 0,1%   |
| греко-католики | 1              | < 0,1%   |

## Зовнішні посилання
- Дані про місто Тиргу-Кербунешть на сайті Ghidul Primăriilor [Архівовано 4 липня 2009 у Wayback Machine.]